# Cass Farm
Cass Farm es un barrio ubicado en el Midtown de Detroit, la ciudad más poblada de Míchigan (Estados Unidos). Alberga una Propuesta Múltiple de Propiedades (Múltiple Property Submission, MPS) incluida el 1 de diciembre de 1997 en el Registro Nacional de Lugares Históricos. La delimitan la Avenida Woodward al oriente, la M-10 al occidente, la avenida Warren al norte y el bulevar Martin Luther King Jr. al sur.

## Historia
Cass Farm la componene cuatro fragmentos históricos: las partes traseras de tres granjas de franjas originales (las granjas, Jones/Crane y Forsyth), así como una sección de Park Lots entre Woodward y Cass.
Los Park Lots se construyeron tras el devastador incendio de 1805, cuando el Congreso autorizó una nueva población en la zona de Detroit. Se otorgaron títulos de propiedad para resolver la incertidumbre restante sobre algunas parcelas, debido en parte a la reciente partida de las fuerzas coloniales británicas. Durante esta planificación, se apartó el terreno a ambos lados de la avenida Woodward, y el Congreso autorizó la planificación de los lotes. Pero el área solo comenzó a desarrollarse en los años 1860.
Cass Farm corría entre las actuales avenidas Cass y Tercera. En 1816, Lewis Cass compró la granja de cintas (en inglés, ribbon farm). Los tramos más cercanos al río fueron los primeros en ser deesarrollados. Cuando Cass murió en 1866, algunas de las cuadras al norte del bulevar Martin Luther King acababan de ser planificadas. Los hijos de Cass continuaron planificando el área.
Jones/Crane Farm estaba ubicada entre lo que ahora es Third Avenue y el callejón al este de Fourth Street. De Garmo Jones, alcalde de Detroit, recibió la parcela en 1823. La parte trasera de la granja cambió de propietario varias veces hasta que Flavius J. B. Crane la compró en 1854, y comenzó a cultivarla.
La Granja Forsythe estaba ubicada entre las actuales calle Cuarta y la Lodge Freeway. John Forsythe la compró en 1829, y más tarde esta sufrió varias subdivisiones, que fueron adquiridas por distintos varios propietarios.
El desarrollo de la zona fue relativamente lento. A principios del siglo XIX, Detroit creció principalmente alrededor de Woodward, a lo largo de Fort Street y Jefferson Avenue; Cass Farm era aún rural. La urbanización comenzó hasta 1870, cuando la población de Detroit era de casi 80 000 habitantes. Las líneas de tranvía construidas en los años 1860 permitieron a los residentes viajar por este medio desde Cass Farm hasta el Downtown.
El Distrito Histórico de West Canfield, construido en 1871, fue una de las primeras subdivisiones registradas en el área. Este cuenta con lotes grandes y costosos, y muchos residentes prominentes de Detroit se establecieron allí. Una depresión severa ralentizó el desarrollo, pero se reanudó a fines de la década de 1870. El período de 1880-1895 trajo un auge en la construcción de elegantes casas unifamiliares y dúplex. Los lotes cercanos a la avenida Woodward eran los más caros y presentaban las casas más opulentas, y pronto se llenaron con casas de magnates. También se construyeron escuelas y edificios religiosos en la zona.
A medida que Detroit creció, también creció la demanda de viviendas de apartamentos; a partir de 1895, la construcción en el área de Cass Farm comenzó a centrarse más en pequeños edificios de apartamentos. Esto fue particularmente cierto en la última parte del distrito que se desarrolló, la sección al sur de Warren entre Cass y Third. Aquí se construyeron varios edificios de apartamentos a pequeña escala a principios del siglo XX.

### sigloXX
A medida que la ciudad continuó expandiéndose, el carácter del vecindario cambió. Incluso antes de la Primera Guerra Mundial, la congestión a lo largo de Woodward precipitó un cambio de viviendas de clase alta a empresas comerciales. La construcción del Orchestra Hall anunció un movimiento City Beautiful que convirtió gran parte del área en un espacio orientado al público.
El auge del automóvil también cambió el área. La proximidad de Cass Farm a las plantas automotrices en el área de Milwaukee Junction lo hizo ideal para albergar a los trabajadores automotrices. Durante las décadas de 1910 y 1920, se construyeron edificios de apartamentos más grandes en el área y muchas viviendas unifamiliares restantes se convirtieron en pensiones. El uso comercial también aumentó en el área, particularmente en los sectores relacionados con la automoción: salas de exposición, estaciones de servicio y negocios de suministro de repuestos.
La Gran Depresión anunció el comienzo de un largo declive para el área de Cass Farm. Los edificios recién construidos cayeron en ejecución hipotecaria y muchos de los trabajadores automotrices que anteriormente estaban bien pagados y que vivían en el área estaban sin trabajo. Para cuando la recuperación industrial de la Segunda Guerra Mundial estimuló la economía, la industria se había trasladado a los suburbios y la recuperación económica en su mayor parte pasó de largo.
En los años 1950, comenzó la demolición generalizada de casas y negocios, una práctica que se extendió hasta la década de 1980. La Universidad Estatal Wayne también comenzó a tener más influencia en el área, rehabilitando edificios antiguos y construyendo otros nuevos. A medida que el enfoque se desplazó hacia la rehabilitación urbana en los años 1990, la universidad, otros grupos públicos y partes privadas han restaurado más estructuras en el área.

## Estructuras MPS en Cass Farm
Hay doce estructuras y distritos MPS en Cass Farm; estos se muestran a continuación. Las estructuras son de todos los períodos de desarrollo de la zona.
| Nombre                                       | Imagen | Dirección                                                                       | Año       | Arquitecto                      | Notas                                               |
| -------------------------------------------- | ------ | ------------------------------------------------------------------------------- | --------- | ------------------------------- | --------------------------------------------------- |
| Distrito Histórico de Cass-Davenport         |        | Bounded Cass Ave., Davenport, and Martin Luther King Jr. Blvd                   | 1905–1924 | Baxter & O'Dell; Putnam & Moore |                                                     |
| Capilla de Santa Teresa, la Pequeña Flor     |        | 46 Parsons Street                                                               | 1926      | Donaldson and Meier             |                                                     |
| Willis Avenue Station                        |        | 50 West Willis                                                                  | 1916      | Detroit Edison Company          |                                                     |
| Detroit-Columbia Central Office Building     |        | 52 Selden Street                                                                | 1927      | Smith, Hinchman, & Grylls       |                                                     |
| Graybar Electric Company Building            |        | 55 West Canfield                                                                | 1926      | C.F. Haglin & Sons              |                                                     |
| Hotel Stevenson                              |        | 40 Davenport Street                                                             | 1913      | Joseph P. Jogerst               | Ahora conocido como Milner Arms Apartments.         |
| Robert M. and Matilda (Kitch) Grindley House |        | 123 Parsons Street                                                              | 1897      | Putnam and Moore                |                                                     |
| League of Catholic Women Building            |        | 100 Parsons Street                                                              | 1927      | Smith, Hinchman & Grylls        |                                                     |
| Sts. Peter and Paul Academy                  |        | 64 Parsons Street                                                               | 1892      | Leon Coquard                    | Actualmente conocido como St. Patrick Senior Center |
| Distrito Histórico de Warren-Prentis         |        | Prentis, Forest, Hancock, & south side of Warren, from Woodward to Third Avenue | 1880–1895 | Múltiple                        |                                                     |
| Distrito Histórico de West Canfield          |        | Third Street, south of Canfield                                                 | 1871      | Desconocido                     |                                                     |
| Distrito Histórico de Willis-Selden          |        | Willis, Alexandrine, and Selden, from Woodward to Third Avenue                  | 1870      | Múltiple                        |                                                     |
Estas estructuras representan el rango de construcción en el área de Cass Farm. Las primeras se encuentran en la ampliación de los límites del Distrito Histórico de West Canfield; estas incluyen varias estructuras victoriana, entre las más antiguas del vecindario. La Robert M. y Matilda (Kitch) Grindley House (demolida) fue otra casa unifamiliar del siglo XIX, que data de la época en que el área de Cass Farm todavía era principalmente residencial de lujo.
El Distrito Histórico de Warren-Prentis es principalmente una mezcla de las primeras casas privadas y pequeños edificios de apartamentos que se mudaron al vecindario a principios del siglo XX. 
El Distrito Histórico Willis-Selden contiene estructuras posteriores, con de pequeños apartamentos y edificios comerciales como el Graybar Electric Company Building construidos durante el auge de la industria automotriz. En paralelo, aparecieron la Willis Avenue Station y el Detroit-Columbia Central Office Building.
Finalmente, el Distrito Histórico de Cass-Davenport muestra una mezcla de pequeños edificios de apartamentos y los edificios de apartamentos más grandes que se construyeron en la década de 1920, a medida que el espacio en la ciudad se volvió más valioso. Otro gran edificio de apartamentos, el Hotel Stevenson, también está incluido en el MPS, al igual que el League of Catholic Women Building, construido para albergar a las jóvenes solteras que llegan a la ciudad. La Capilla de Santa Teresa, la Pequeña Flor también se construyó en esta época.